# Aeroporto di Porto Seguro
L'aeroporto di Porto Seguro (in portoghese Aeroporto de Porto Seguro) è un aeroporto brasiliano che serve la cittadina di Porto Seguro, nel sud dello stato di Bahia.

## Storia
L'aeroporto fu inaugurato nel 1982. Nel 1997 fu attivato il nuovo terminal passeggeri.